# Reyes Holdings
Reyes Holdings, LLC er en amerikansk foodservicegrossist, distributør og bryggeri Reys årsomsætning er på 40 mia. $. Datterselskaber inkluderer Reyes Beverage Group, Martin Brower og Reyes Coca-Cola Bottling. De har hovedkvarter i Rosemont ved Chicago.